# Имамалиев, Азер
Мешади Азер Хаджи Меджид оглы Имамалиев (азерб. Məşədi Azər Hacı Məcid oğlu İmaməliyev; 8 августа 1870, Бузовна, Бакинский уезд, Бакинская губерния, Российская империя — 1951, Бузовна, Артёмовский район, Азербайджанская ССР, СССР) — азербайджанский поэт XIX—XX веков, член литературного общества «Маджмауш-шуара».

## Биография
Мешади Азер Меджид оглы Имамалиев родился 8 августа 1870 года в селе Бузовна. Мешади Азер, получивший образование в старом стиле, как следует изучил литературу Востока и глубоко познакомился с классическим наследием. Некоторое время занимался мелкой торговлей, затем преподавал в Махачкале, Буйнакске, Баку, а после 1925 года вышел на пенсию. Мешади Азер скончался 8 августа 1951 года в возрасте 81 года в Бузовне.

## Творчество
Во время пребывания в Баку Азер регулярно участвовал в собраниях литературного кружка «Маджмауш-шуара». Азер сыграл особую роль в становлении выдающегося азербайджанского поэта Алиаги Вахида в классической поэзии XX века. В первые годы своей карьеры Азер писал стихи, новха, касыды, сатирические и романтические газели, перевел на азербайджанский язык несколько частей «Шахнаме», кроме них, является автором «Arpa və buğda» («Ячменя и пшеницы»), «Altun və polad» («Золота и стали») и других аллегорических произведений. В произведении «Ячмень и пшеница» поэт противопоставляет хлеб, который важнее всякого блага для человека, который считается закваской его жизни, и предпочитает ячмень и пшеницу золоту. В «Золоте и стали» он показал, что сталь превосходит золото по своему промышленному значению. Он выступал со своими произведениями в таких журналах и газетах, как «Иршад», «Игбал», «Бабаи-Эмир», «Тути», «Дирилик». В 1919 году вышла книга Азера «Воспоминания о моих соотечественниках». В этом буклете были опубликованы его стихи «Иттихади-милал» и «Не спите». В обоих стихотворениях поэт обращается к нации, своим соотечественникам, призывает их объединиться и пробудиться от сна невежества. В лирических газелях Азера, соответственно, восхваляются красавицы, критикуются коварные действия отшельников и злые замыслы проповедников. Азер писал в классической форме, а также слоговым весом. Его стихотворение «İstəmirəm» («Не хочу») — одно из произведений, написанных им в этом стиле.